# Tokarnia
Tokarnia es un pico en la cordillera Bukowica (parte de la Bukowskie Pogórze) en el sur del país europeo de Polonia. Su altura es de 778 metros sobre el nivel del mar. La parte sur es una pared rocosa escarpada, mientras que la otra consiste de campos rocosos menos pronunciados. La cordillera Bukowica separa los Beskides bajos del oeste, del este de la Bukowskie Pogórze.